# Golden State Warriors 1972-1973
La stagione 1972-73 dei Golden State Warriors fu la 24ª nella NBA per la franchigia.
I Golden State Warriors arrivarono secondi nella Pacific Division della Western Conference con un record di 47-35. Nei play-off vinsero la semifinale di conference con i Milwaukee Bucks (4-2), perdendo poi la finale di conference con i Los Angeles Lakers (4-1).

## Risultati
| Squadra                | V  | P  | %    | GB |
| ---------------------- | -- | -- | ---- | -- |
| Los Angeles Lakers     | 60 | 22 | 73,2 | -  |
| Golden State Warriors  | 47 | 35 | 57,3 | 13 |
| Phoenix Suns           | 38 | 44 | 46,3 | 22 |
| Seattle SuperSonics    | 26 | 56 | 31,7 | 34 |
| Portland Trail Blazers | 21 | 61 | 25,6 | 39 |

## Roster
| N°   | Naz.                   | Ruolo | Sportivo           | Anno | Alt. | Peso |
| ---- | ---------------------- | ----- | ------------------ | ---- | ---- | ---- |
| 1-44 | Stati Uniti (bandiera) | G     | Mahdi Abdul-Rahman | 1942 | 188  | 84   |
| 10   | Stati Uniti (bandiera) | G     | Charles Johnson    | 1949 | 183  | 77   |
| 21   | Stati Uniti (bandiera) | G     | Ron Williams       | 1944 | 191  | 85   |
| 23   | Stati Uniti (bandiera) | GA    | Jeff Mullins       | 1942 | 193  | 86   |
| 24   | Stati Uniti (bandiera) | A     | Rick Barry         | 1944 | 201  | 93   |
| 25   | Stati Uniti (bandiera) | GA    | Jim Barnett        | 1944 | 193  | 77   |
| 31   | Stati Uniti (bandiera) | GA    | Joe Ellis          | 1944 | 198  | 79   |
| 32   | Stati Uniti (bandiera) | GA    | Cazzie Russell     | 1944 | 196  | 99   |
| 33   | Stati Uniti (bandiera) | A     | Bob Portman        | 1947 | 196  | 91   |
| 42   | Stati Uniti (bandiera) | AC    | Nate Thurmond      | 1941 | 211  | 102  |
| 43   | Stati Uniti (bandiera) | AC    | Clyde Lee          | 1944 | 208  | 93   |
| 52   | Stati Uniti (bandiera) | AC    | George T. Johnson  | 1948 | 211  | 93   |

## Staff tecnico
- Allenatore: Al Attles
- Preparatore atletico: Dick D'Oliva